# Charlotte und Julie Bonaventura

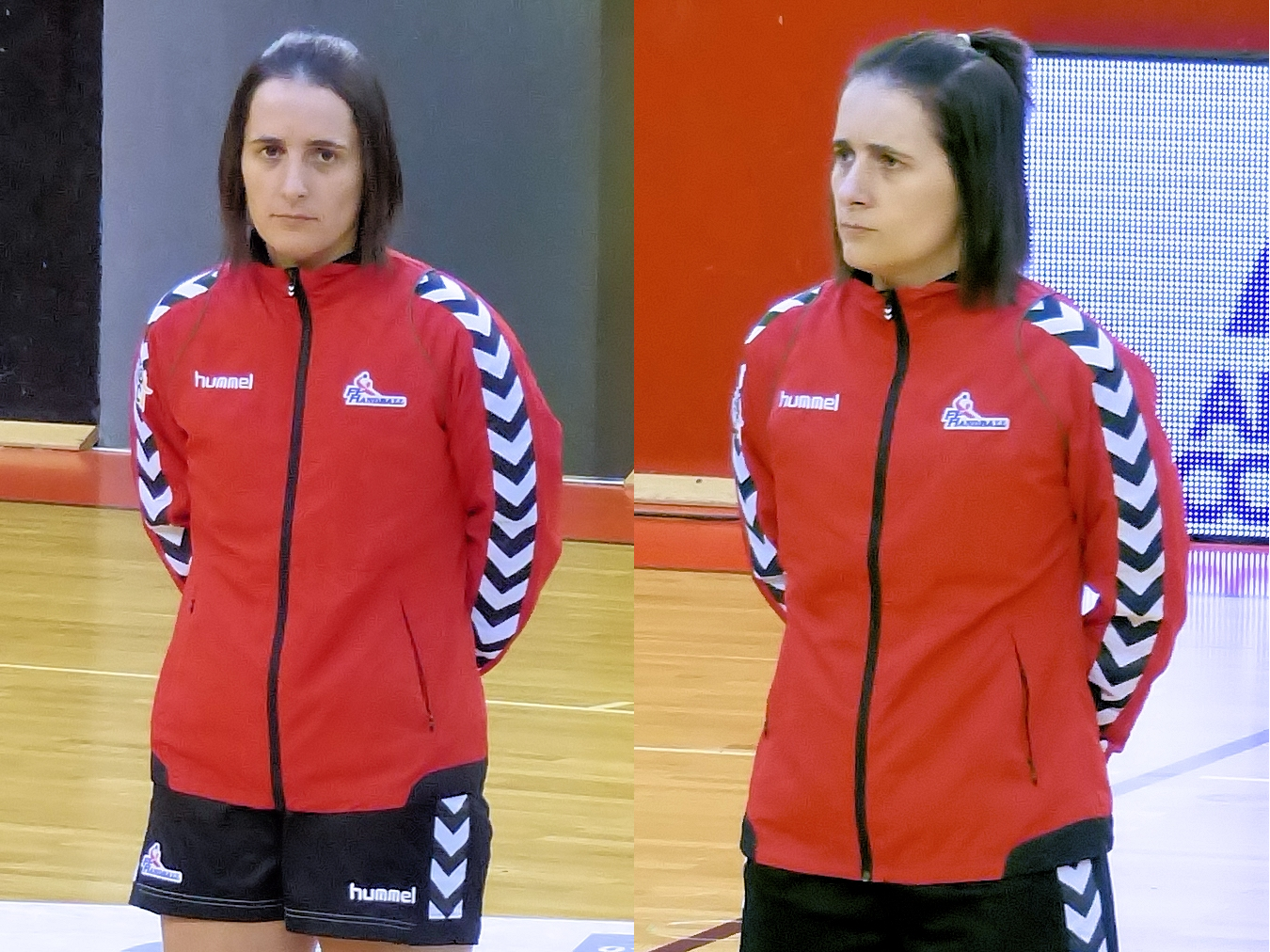
Charlotte und Julie Bonaventura

Die Zwillinge Charlotte und Julie Bonaventura (* 2. August 1980 in Marseille) sind französische Handballschiedsrichterinnen. Sie bilden zusammen das Gespann Bonaventura/Bonaventura.
Das Gespann befindet sich in der Gruppe 1 der Schiedsrichter der Fédération Française de Handball und leitet Partien im Frauen- und auch im Männerhandball. Sie sind in der ersten französischen Handballliga und bei Partien von internationalen Großturnieren im Einsatz.
Ihre ersten internationalen Einsätze bestritten die Zwillinge im Rahmen der Weltmeisterschaft der Frauen 2009 in China sowie der Weltmeisterschaft der Frauen 2011 in Brasilien. 2012 wurden sie als eines von zwei französischen Schiedsrichtergespannen für das Handballturnier der Olympischen Sommerspiele 2012 in London nominiert. Zu ihren bedeutendsten Einsätzen zählt die Leitung des Finales der Frauen zwischen Norwegen und Montenegro.
Am 4. Mai 2014 leiteten sie das Finale der EHF Champions League der Frauen zwischen Győri ETO KC und FC Midtjylland Håndbold. Am 21. Dezember 2014 leiteten sie bei der Handball-Europameisterschaft der Frauen in Ungarn und Kroatien das Finale zwischen Norwegen und Kroatien, am 20. Dezember 2015 das Finale der Weltmeisterschaft der Frauen in Dänemark zwischen den Niederlanden und Norwegen. Im Januar 2017 waren die Zwillinge bei der Weltmeisterschaft der Männer in Frankreich im Einsatz. Damit bildeten sie das erste weibliche Schiedsrichtergespann bei einer Weltmeisterschaft der Männer. Im Dezember desselben Jahres wurden sie bei der Weltmeisterschaft der Frauen 2017 in Deutschland eingesetzt, im Dezember 2019 ebenso bei der Weltmeisterschaft der Frauen in Japan. Im Dezember 2020 leiteten sie auch bei der Europameisterschaft der Frauen in Dänemark Partien, auch bei den Spielen der XXXII. Olympiade 2021 in Tokio kamen sie zum Einsatz. Im Januar 2022 leiteten sie Spiele der Europameisterschaft der Männer sowie im Januar 2023 Spiele der Weltmeisterschaft der Männer 2023, unter anderem das Spiel um Platz drei zwischen Schweden und Spanien.